# カマストガリザメ
カマストガリザメ Carcharhinus limbatus はメジロザメ属に属するサメの一種。世界中の熱帯沿岸の海・汽水に生息。2つの系統の存在が分かっており、西大西洋の個体群はその他から区別される。頑丈な流線型の体、尖った吻、鰓裂が長く、背鰭間に隆起はない。多くの個体で鰭の先端は黒い。全長1.5m。
素早い魚食性捕食者で、水上に跳び出すこともある。性格は臆病。年齢・性別ごとに群れを作る。胎生で一年おきに1-10匹の仔を産む。幼体は特定の成育場で育ち、成体になってもそこに戻る。無性生殖した例がある。
普通は危険ではないが、餌があると人を攻撃することがある。商業漁業上の重要種である。IUCNは危急としている。

## 分類
フランスの動物学者アシル・ヴァランシエンヌによって、1839年のヨハネス・ペーター・ミュラーとヤーコプ・ヘンレによるSystematische Beschreibung der PlagiostomenにCarcharias (Prionodon) limbatusとして記載された。タイプ標本はマルティニーク沖から得られた2個体だったが、どちらも失われた。その後この種はCarcharhinus属に移された。種小名limbatusはラテン語で「縁取られた」を意味し、鰭にある黒い縁取りに因んだものである。

## 系統
形態と行動の類似から、Carcharhinus amblyrhynchoides とハナザメに近縁だと考えられていた。mtDNAとリボソームDNAを用いた分子系統解析では、ハナグロザメと近縁だとされた。その後に行われたmtDNAによる包括的な系統解析では、Carcharhinus tilstoni やC. amblyrhynchoides と近縁だという結果が得られている。
また、ミトコンドリアDNAの解析結果からは、この種には2つの系統、西大西洋の系統と東大西洋・インド洋・太平洋の系統が存在することが分かった。これは、東大西洋の系統がインド太平洋に分布を広げる一方、西大西洋の系統は大西洋の拡大・パナマ地峡の形成によって孤立した結果だと見られている。この2つの系統は形態・体色・生活史が異なっており、独立種とすべきかもしれない。化石化した歯がデラウェア州・フロリダ州の前期中新世(23-16Ma)の地層から産出する。

## 形態

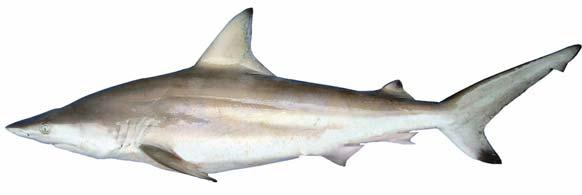
鰭先端の黒い模様が特徴。

体は頑丈で流線型、吻は長く尖り、眼は比較的小さい。5対の鰓裂は他種に比べ長い。歯列は左右15ずつ、上顎に2、下顎に1の正中歯列がある。歯の基部は広く、高く細い尖頭と鋸歯を持つ。第一背鰭は高く鎌形で後縁は短い。背鰭間に隆起はない。大きな胸鰭は鎌形で尖る。
背面は茶-灰色で腹面は白。体側に明瞭な白線が走る。胸鰭・第二背鰭・尾鰭下葉の先端は黒い。腹鰭、稀に臀鰭の先端も黒いことがある。第一背鰭と尾鰭上葉は黒く縁取られる。大型個体ではこのような模様を欠くことがある。円石藻による水の華が発生したときには、一時的に体色が抜けることがある。普通は1.5m程だが最大で2.8m・123kgに達する。

## 分布

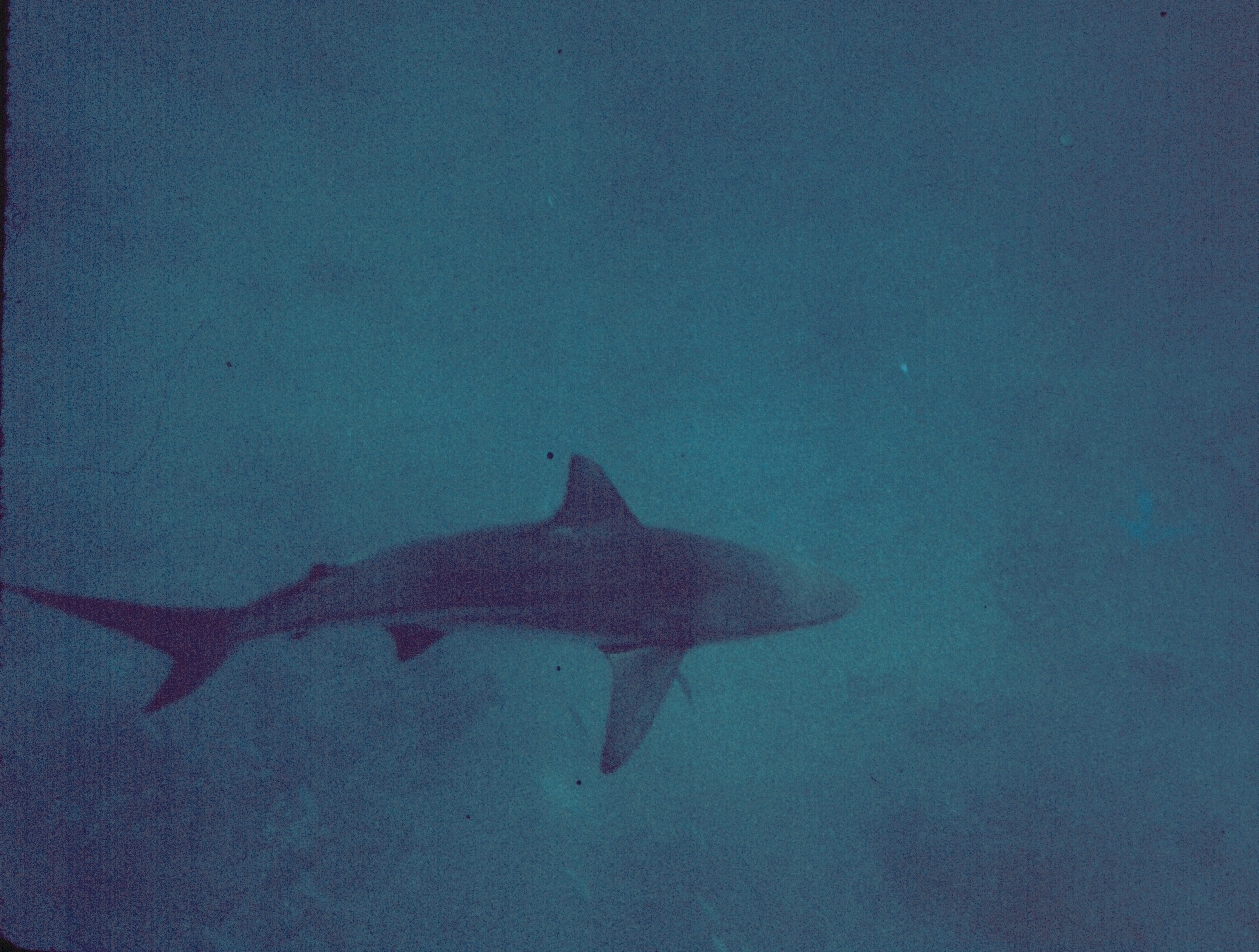
透明度が低い水中のカマストガリザメ。オアフ島にて。

世界中の熱帯・亜熱帯海域に生息する。大西洋ではマサチューセッツ州からブラジル（メキシコ湾・カリブ海を含む）・地中海・マデイラ諸島・カナリア諸島からコンゴ民主共和国。インド洋では南アフリカ・マダガスカルからアラビア半島・インド亜大陸・東南アジア。西太平洋では中国南部からフィリピン・インドネシア・オーストラリア北部。東太平洋ではバハカリフォルニアからペルー。太平洋島嶼では、ニューカレドニア・タヒチ・マルキーズ諸島・ハワイ・レビジャヒヘド諸島・ガラパゴス諸島から報告されている。
主に大陸棚の深度30m以浅に生息するが、深度64mまでで見られる。濁った湾・ラグーン・珊瑚礁のドロップオフなどを好む他、低塩分濃度にも耐え、河口やマングローブでも見られる。多少沖合で見つかることもあるが、外洋には生息しない。米国東海岸の個体では季節回遊が記録されており、夏はノースカロライナ州、冬はフロリダ州まで移動する。

## 生態
高速で活発な捕食者である。性別・年齢ごとに群れを作り、成体雄+非妊娠雌・妊娠雌・幼体でそれぞれ分かれる。フロリダ、Terra Ceia湾の成育場では、幼体は日中は集合するが夜間は散らばる。生後すぐの初夏には集合する性質が最も強く、これは大型のサメを中心とする外敵から逃れようとする行動だと見られている。また、餌密度が最大の領域も避けるが、これも捕食者を警戒しての行動かもしれない。成体の天敵は知られていない。皮膚寄生虫としてカイアシ類の Pandarus sinuatus ・P. smithii、単生類の Dermophthirius penneri ・Dionchus spp.などが知られる。卵巣にもフィロメトラ科の線虫が寄生する。

### 行動

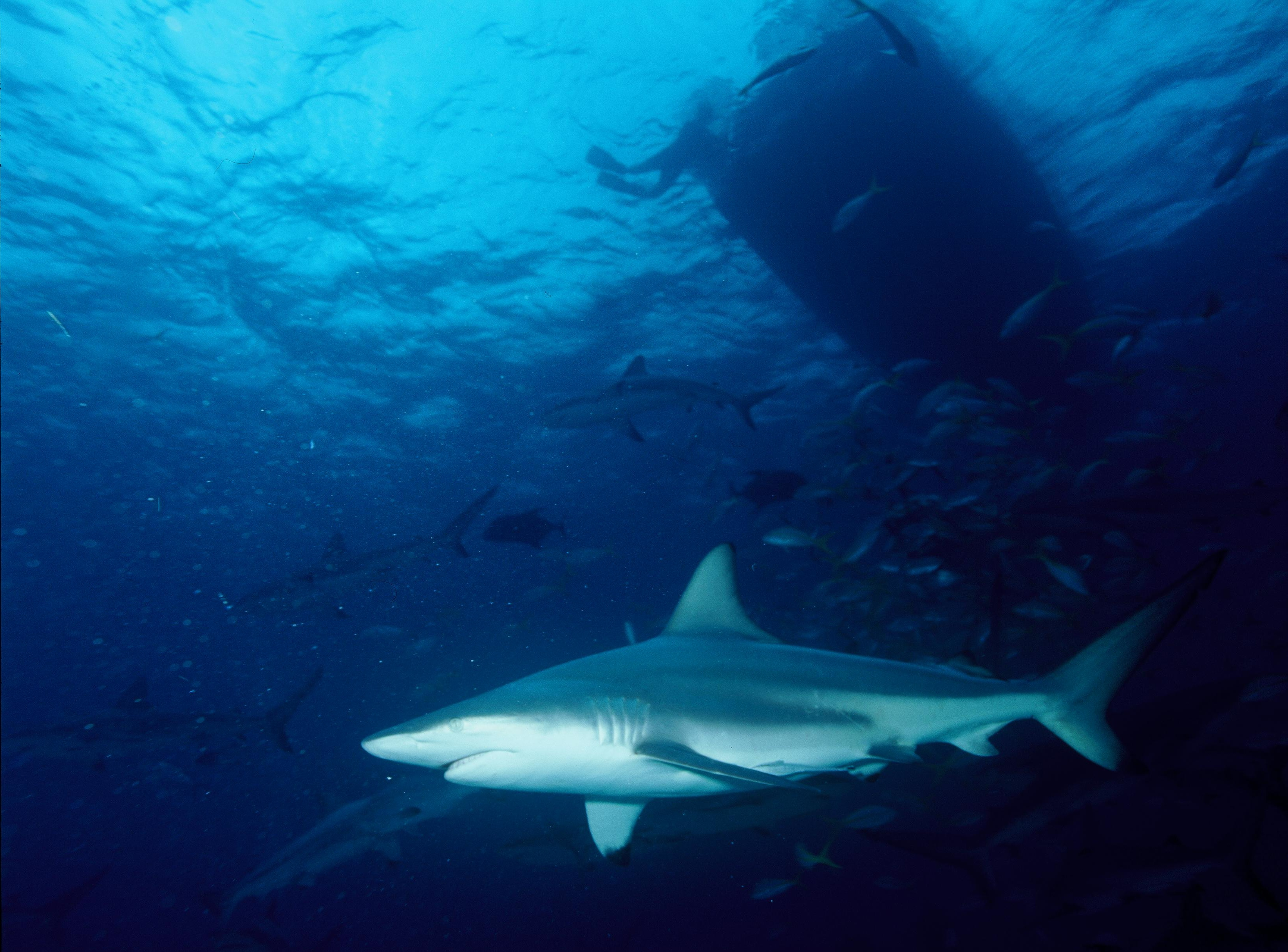
社会性で群れを作る。

ハナザメのように水から跳び出し3-4回転することが知られる。小魚の群れに突っ込み、勢い余って飛び出しただけのジャンプもあるが、バハマでの観察では、遊泳効率を下げるコバンザメを振り落としていると推測されている。ジャンプの際の速度は平均6.3m/sと見積もられている。
臆病な性質で、同サイズのガラパゴスザメ・ツマジロとの餌を巡っての争いに勝てない。また、脅された場合には威嚇行動を行うことがある。まず、外敵に突進してすぐに反転し、胸鰭を下げて、頭と尾を上げ、左右に揺れながら噛み付くような動きを見せる。 一連の動きは25秒ほど続く。この動きはコバンザメを追い払おうとする際の行動に似ており、何らかの関連があると考えられる。

### 摂餌
餌の90%は魚類で、記録された魚種はイワシ・ニシン・カタクチイワシ・カライワシ・ハマギギ・ヤガラ・カレイ・ツバメコノシロ・ボラ・サバ・アジ・ハタ・スヌーク・タイ科・クロサギ科・フエフキダイ・イサキ科・イボダイ・ティラピア・モンガラカワハギ・ハコフグ・ハリセンボン。エイや小型のサメ（ホシザメ・ヒラガシラ）も食べ、甲殻類や頭足類も稀に食べる。メキシコ湾では、最も重要な餌はBrevoortia patronus、次にタイセイヨウニベである。南アフリカではアジ・ニシンが最も重要な獲物である。狩りは明け方と夕暮れに最も活発になる。興奮しやすく社交性が高いため、漁船からゴミが捨てられるなどして大量の餌が手に入ったとき、狂乱索餌を起こしやすい。

### 生活史
他のメジロザメ類のように胎生である。産仔数1-10だが普通4-7である。1年おきに、十分な食物があり外敵が少ない沿岸の浅瀬を選んで繁殖する。成育場としてはフロリダのPine Island Sound・Terra Ceia Bay・Yankeetown、サウスカロライナのBulls Bay、ブラジルのPontal do Paranáが知られる。長距離を移動するが懐郷性が強く、生まれた成育場に戻って出産する。これは、分布が重複するが遺伝的に異なる集団が存在することの説明となる。
交配は春から初夏にかけて起き、妊娠期間は10-12か月。雌は機能する卵巣を1つ、子宮を2つ持ち、それぞれの子宮内部は胚が1つずつ入る部屋に分かれている。胚は最初卵黄嚢から栄養を得て、10-11週目には18-19cmになる。卵黄を使い果たすと卵黄嚢は胎盤に転換される。出生時は米国東海岸では55-60cm、北アフリカでは61-65cm。最初の15か月での死亡率は61-91%にもなり、死因は被食か飢餓である。幼体は秋まで成育場で過ごし、冬に向けて南下する。
成長率は年と共に遅くなり、最初の6か月で25-30cm成長し、2年目までは年に20cm、性成熟前までは年に10cm、成体では年に5cm。性成熟サイズは生息地によって変わり、北東大西洋では雄で1.4-1.5m、雌で1.6m。メキシコ湾では雄で1.3-1.4 m、雌で1.5-1.6m。南アフリカでは雄で1.5m、雌で1.6m。北アフリカでは雄で1.7m、雌で1.8m。成熟する年齢は雄で4-5歳、雌で7-8歳。寿命は最低でも12年。
2007年、バージニア水族館で9歳の雌が、雄のいない水槽で、雌の早期の胎児を妊娠していることが判明した。遺伝子解析からこれは単為生殖の結果であり、卵子が極体と融合して受精なしに接合子を形成したと考えられた。以前から報告があったウチワシュモクザメの単為生殖の事例と合わせると、サメの単為生殖はこれまで考えられていたほど珍しいことではないと予想される。

## 人との関連

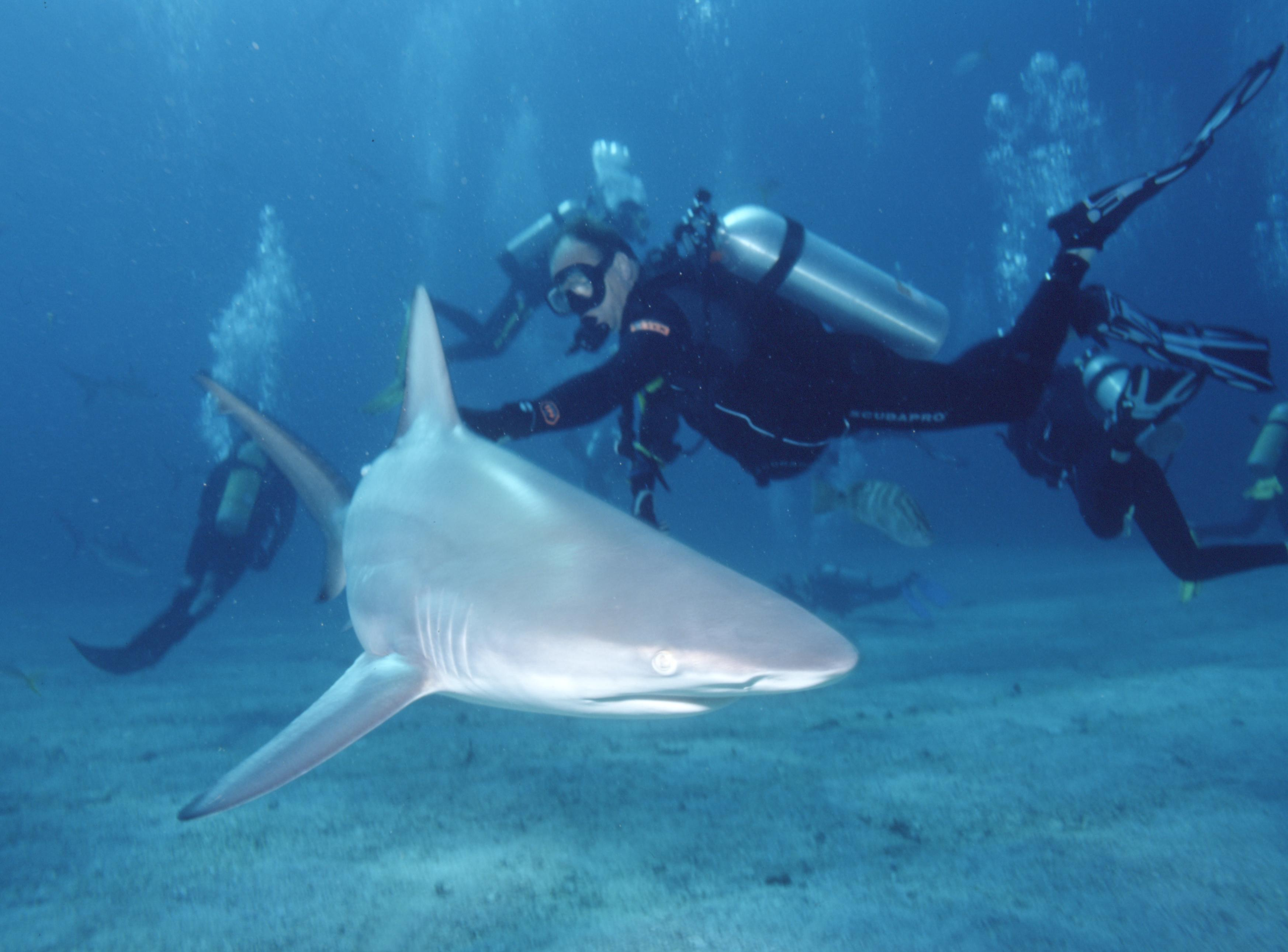
ほとんどの場合危険ではない。

ダイバーに興味を示すが、近づきはしないと報告されている。臆病なのでほとんどの場合人に対して危険ではない。だが、餌、またはそれを連想させるようなものの存在下では攻撃的になることもある。2008年までに、本種による28件の非挑発事例（1件は死亡）、13件の挑発事例が国際サメ被害目録に載っている。年間にフロリダでおこるサメ襲撃の16%の原因であるが、ほとんどは軽傷で済んでいる。
沿岸では最も一般的な大型サメであるため、延縄・定置網・底引き網・釣りなどで世界的に大量に漁獲されている。肉は良質で、生・冷凍・干物・塩漬けなどの形態で販売される。さらに、鰭はふかひれ・皮は鮫皮・肝油はビタミン源・粗は魚粉として利用される。北西大西洋漁業ではメジロザメと並んで重要なサメである。米国では他のサメより肉質が良いとみなされ、他のサメも本種の名で販売される場合がある。メキシコ・地中海・南シナ海・オーストラリア北部でも重要種である。
フロリダ・カリブ海・南アフリカの遊漁者に人気である。IGFAはゲームフィッシュとしている。針にかかると強く安定した引きをみせ、時折ジャンプする。1995年頃から、米国の遊漁者によるサメ捕獲数は、その漁業者による捕獲数に迫っている。繁殖力が低く乱獲が続くことから、IUCNは保全状況を準絶滅危惧としている。漁獲を制限しているのは米国とオーストラリアのみで、どちらも複数種のサメを対象とした保護計画である。本種のみを対象とした特別な保護計画はない。